# Sanctanus similarus
Sanctanus similarus är en insektsart som beskrevs av Delong och Hershberger 1946. Sanctanus similarus ingår i släktet Sanctanus och familjen dvärgstritar. Inga underarter finns listade i Catalogue of Life.